# 岩手青年師範学校
| 岩手青年師範学校 （岩手青師） | 岩手青年師範学校 （岩手青師） |
| ----------------------------- | ----------------------------- |
| 創立                          | 1944年                        |
| 所在地                        | 岩手県金ケ崎町                |
| 初代校長                      | 高橋康文                      |
| 廃止                          | 1951年                        |
| 後身校                        | 岩手大学                      |
| 同窓会                        |                               |

岩手青年師範学校 （いわてせいねんしはんがっこう） は、1944年 （昭和19年） に設立された青年師範学校である。

## 概要
- 1921年（大正10年）設立の岩手県立実業補習学校教員養成所を起源とする。
- 1944年、岩手県立青年学校教員養成所 （1935年設立） が国に移管されて岩手青年師範学校となった。
- 第二次世界大戦後の学制改革により、新制岩手大学学芸学部 （現・教育学部） の母体の一つとなった。

## 沿革
- 1921年4月： 岩手県立実業補習学校教員養成所設立認可 （1年制）。
  - 盛岡市上田の盛岡高等農林学校に附設。
- 1922年： 卒業生の受入体制が整わず、廃止。
- 1926年4月： 岩手県立実業補習学校教員養成所、再開。
- 1935年4月： 岩手県立青年学校教員養成所と改称 （2年制）。
- 1936年3月： 胆沢郡相去町の県立六原道場に移転。
  - 現・金ケ崎町六原蟹子沢、岩手県立農業大学校校地。
- 1944年4月1日： 官立移管され岩手青年師範学校となる （本科3年制）。
- 1946年4月： 胆沢郡金ケ崎町大字三ケ尻字東浦の旧陸軍兵舎跡に移転。
- 1949年5月31日： 新制岩手大学発足。
  - 岩手師範学校と共に学芸学部の母体として包括された。
- 1950年11月： 盛岡市上田 （現・高松） の学芸学部本校に移転。
- 1951年3月： 岩手大学岩手青年師範学校 （旧制）、廃止。

## 歴代校長
官立岩手青年師範学校
- 校長： 高橋康文 （1944年4月 - 1949年7月）
- 校長： 浅見信次良 （1949年7月 - 1951年3月）
  - 新制岩手大学学芸学部 初代学部長

## 校地の変遷と継承

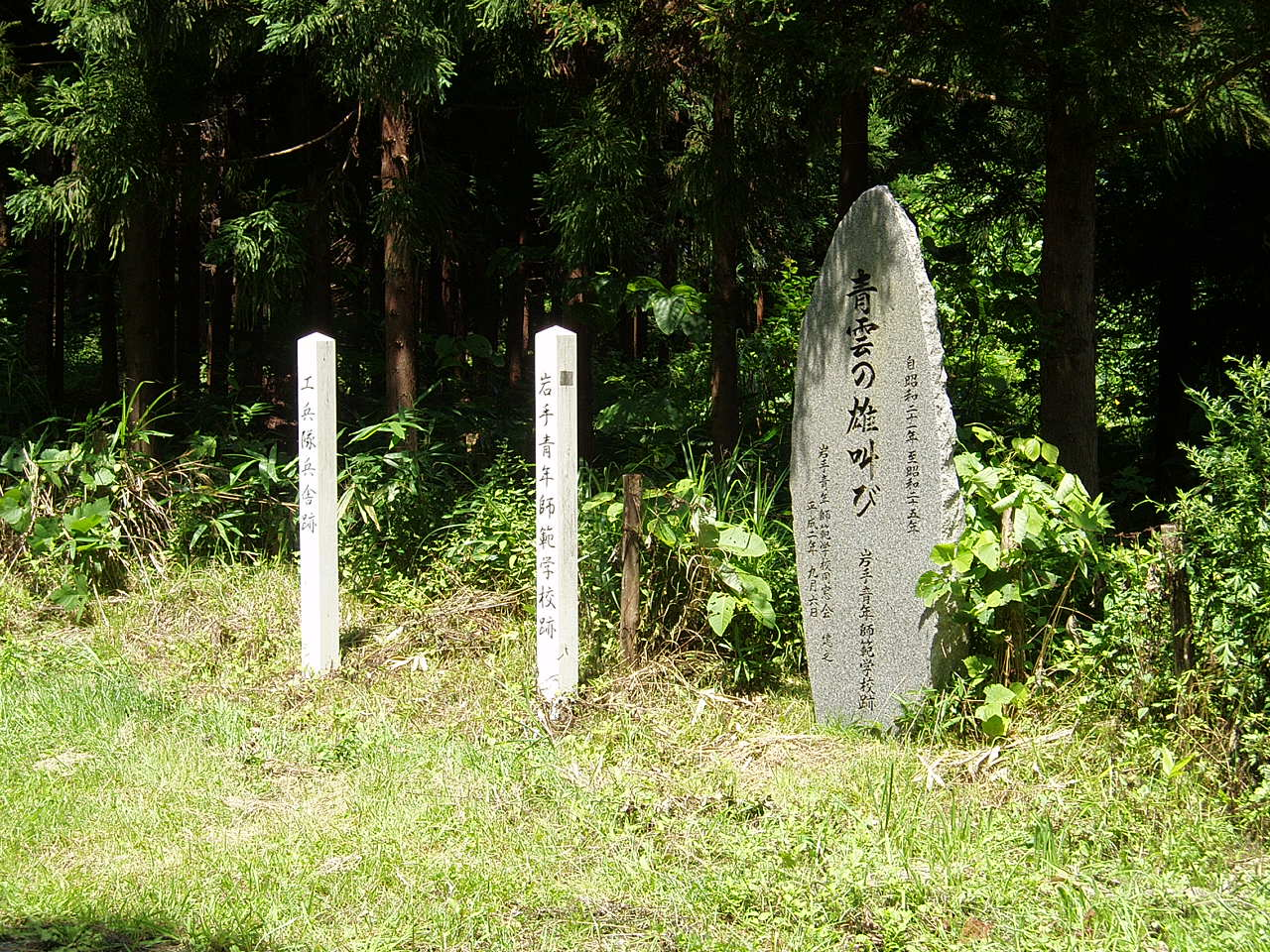
岩手青年師範学校跡・工兵隊兵舎跡

岩手青年師範学校は、前身の岩手県立青年学校教員養成所から引き継いだ胆沢郡相去町 （現・胆沢郡金ケ崎町六原蟹子沢、岩手県立農業大学校） の岩手県立六原道場に併設されて発足したが、1946年（昭和21年）4月に胆沢郡金ケ崎町大字三ケ尻字東浦の旧陸軍兵舎跡に移転した。同校地を1950年（昭和25年）11月まで使用した後、後身である岩手大学学芸学部の校地に統合移転し、廃止の日を迎えた。
金ケ崎町大字三ケ尻字東浦の校地跡には、同窓会によって記念碑が建立されている。

## 関連書籍
- 作道好男・作道克彦（編）　『岩手大学教育学部百年史』　教育文化出版教育科学研究所、1983年4月。
- 岩手大学教育学部創基百年記念誌発行委員会（編）　『創基百年 : 岩手大学教育学部』　岩手大学教育学部、1976年9月。
- 岩手大学創立50周年記念誌編集委員会（編）　『岩手大学五十年史』　岩手大学、2000年6月。